# 潮田益子
潮田 益子（うしおだ ますこ、1942年4月4日 - 2013年5月28日）は、日本のヴァイオリニスト。
満洲国奉天市（中国瀋陽市）出身。ボストンのニューイングランド音楽院教授を務め、ソリストとしても国際的に活躍した。

## 経歴
桐朋学園子供のための音楽教室に入室し、13歳で東京交響楽団と共演してデビュー。15歳で日本音楽コンクールヴァイオリンの部第1位及び特賞受賞。これが初めての受賞となる。
雙葉学園中等部を経て、桐朋学園高校では、小野アンナ、斎藤秀雄らに師事。1961年の卒業後ソ連政府に招待され、レニングラード音楽院に3年間留学し、留学中の1963年には、エリザベート王妃国際音楽コンクール第5位入賞を果たした。
1964年よりスイスのモントルーにて、ヨーゼフ・シゲティに師事。「生涯わずかしか遭遇できない逸材」と激賞を受ける。1965年に欧米にてデビュー。1966年に出場した第3回チャイコフスキー国際コンクールにおいて第2位入賞。
それ以後、小澤征爾やズービン・メータなどの名指揮者のもと、ロンドン交響楽団、ロイヤル・コンセルトヘボウ管弦楽団、シカゴ交響楽団、ボストン交響楽団など世界の一流オーケストラと共演。リサイタルも北米とヨーロッパの主要都市で行い、ラ・ホヤ室内楽音楽祭、マールボロ音楽祭、スポレート音楽祭（ドゥエ・モンディ祭）など室内楽の音楽祭にも数多く参加している。
水戸室内管弦楽団の主要メンバーとして演奏、作品によって独奏やコンサートミストレスも務める。また、サイトウ・キネン・フェスティバル松本にもたびたび出演した。使用楽器は、1690年製ストラディヴァリウス。
2013年5月28日マサチューセッツ州ケンブリッジで白血病のため死去した。生前の希望により葬儀は行われなかった。
夫はニューイングランド音楽院元学長で、チェリストのローレンス・レッサー。子供は2人もうけた。